# Special Olympics Sri Lanka
Special Olympics Sri Lanka, international auch Special Olympics Serendip genannt, ist ein Verband von Special Olympics International mit Sitz in Ethulkotte bei Colombo (Sri Lanka).
Der Verband bietet geistig beeinträchtigten Kindern und Erwachsenen das ganze Jahr über verschiedene olympische Sportarten mit dem Ziel an, ihre Fitness aufrechtzuerhalten, sich mit anderen Athleten zu befreunden und sich besser in die Gesellschaft zu integrieren. Außerdem betreut der Verband die Special Olympics Delegation aus Sri Lanka bei internationalen Special Olympics Wettbewerben. 

## Geschichte
Special Olympics Serendip wurde 2004 als Verband gegründet und 2012 neu organisiert. 2015 waren 5369 Athletinnen und Athleten sowie 420 Coaches im Verband registriert. Dieser arbeitet mit staatlichen und nichtstaatlichen Organisationen zusammen und wird durch die Arbeit von Freiwilligen getragen.

## Aktivitäten
Special Olympics Serendip bietet folgende Sportarten an: Boccia, Badminton, Cricket, Fußball, Leichtathletik,  Schwimmen, Tischtennis und Volleyball.
Der Verband nimmt an zwei Programmen von Special Olympics International teil: Athlete Leadership und Young Ahtletes (Stand 2015).

### Teilnahme an vergangenen Weltspielen
- 2015 Special Olympics World Summer Games, Los Angeles, USA (7 Athletinnen und Athleten)
- 2019 Special Olympics, World Summer Games, Abu Dhabi (23 Athletinnen und Athleten)[3]

### Teilnahme an den Special Olympics World Summer Games 2023 in Berlin
Der Verband Special Olympics Sri Lanka hatte seine Teilnahme an den Special Olympics World Summer Games 2023 in Berlin angekündigt und sollte im Rahmen des Host Town Programs vor den Spielen von Langenfeld (Rheinland) und Monheim am Rhein (Nordrhein-Westfalen) betreut werden. Kurz vor den World Games sagte der Verband seine Teilnahme wieder ab.